# Joint European Torus

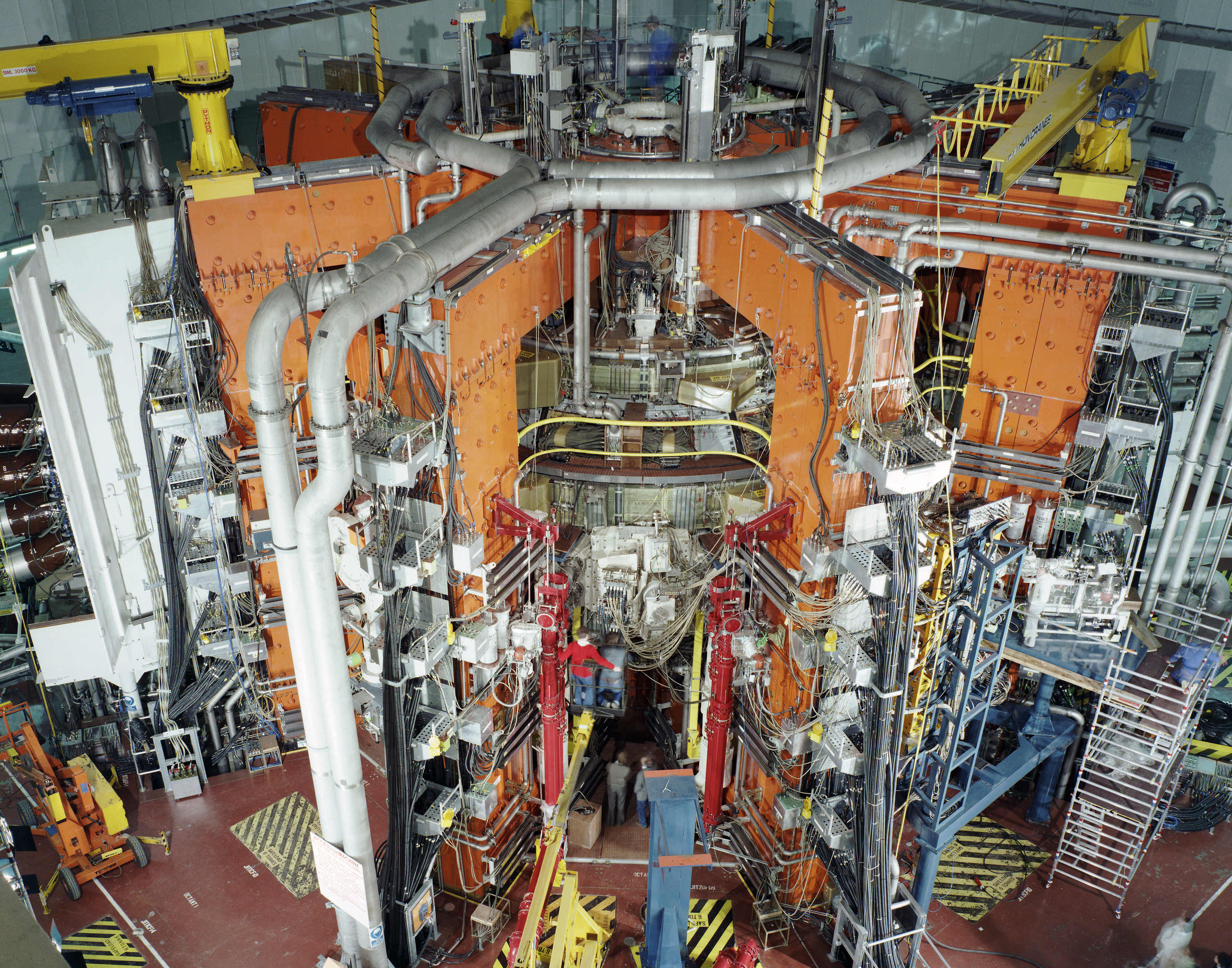
Experimenthalle des JET im Jahr 1991. Das von den orangefarbenen Magnetfeldspulen umschlossene torusförmige Plasmagefäß ist von Messgeräten und Heizsystemen umgeben. Die beiden in der Mitte unten stehenden Menschen geben einen Eindruck von der Größe des Experiments.

Joint European Torus (JET) war eine europaweit gemeinsam betriebene Versuchsanlage in Culham (Großbritannien) zur Entwicklung von Kernfusionsreaktoren des Typs Tokamak. JET war das weltweit größte Experiment nach dem Prinzip des magnetischen Einschlusses und erreichte nahezu die Zündbedingung. Das Nachfolgeprojekt ITER basiert auf den mit JET entwickelten Methoden der Plasmaheizung, -diagnostik und -modellierung.

## Geschichte
Die Mitglieder der Europäischen Atomgemeinschaft beschlossen 1972 ein gemeinsames Projekt zur Realisierung der Kernfusion. Bereits 1977 wurde Culham in England als Standort festgelegt und mit dem Bau begonnen. Die Gründung der betreibenden Gesellschaft JET Joint Undertaking erfolgte 1978. Am 25. Juni 1983 nahm JET den Experimentierbetrieb auf. Königin Elisabeth II. weihte die Anlage am 9. April 1984 offiziell ein. Erster Direktor war Hans-Otto Wüster (bis 1985), gefolgt von Paul-Henri Rebut (1985 bis 1992), Martin Keilhacker (1992 bis 1999), Jean Jacquinot (1999), Jérôme Paméla (2000–2006) und Francesco Romanelli (2006–2014).
Die Forschungen am JET standen in Konkurrenz zum US-amerikanischen Projekt TFTR an der Princeton University. Am 9. November 1991 wurden erste nennenswerte Erfolge bei der Energieerzeugung mittels Kernfusion verzeichnet. Man schaffte es, für zwei Sekunden ein energielieferndes Plasma herzustellen – die erste kontrollierte Kernfusion der Geschichte. Dabei kam es mit einem Deuterium-Tritium-Mischungsverhältnis 86:14 zu einer Leistung von 1,8 MW. Nachdem 1993 ein nach neuesten Erkenntnissen entwickelter Divertor nachgerüstet worden war, konnten 1997, mit einem Mischungsverhältnis D:T 50:50, wie es für zukünftige Reaktoren vorgesehen ist, während einer Pulsdauer von vier Sekunden 21,7 Megajoule Fusionsenergie freigesetzt werden, kurzzeitig sogar eine Leistung von 16 MW, etwa 2/3 der eingekoppelten Heizleistung (Q = 0,65). Ende der 1990er Jahre wurde mit der Entwicklung ferngesteuerter Bedienungssysteme [engl. Remote Handling] begonnen, einer Technik, die für zukünftige Fusionsreaktoren unabdingbar ist.
Zwischen 2000 und 2014 wurde JETs wissenschaftliches Programm unter dem European Fusion Development Agreement koordiniert, das im Zuge einer Reorganisation des europäischen Fusionsprogramms in EUROfusion aufging. Mit dem Inkrafttreten des achten Forschungsrahmenprogramms Horizont 2020 wird JETs wissenschaftliche Ausrichtung nun von EUROfusion koordiniert, während ein bilateraler Vertrag zwischen EURATOM und dem JET-Gastgeber Culham Centre for Fusion Energy (CCFE) das operative Geschäft regelt.
Unter Horizont 2020 wurde JET für den Zeitraum von 2014 bis 2018 mit 283 Millionen Euro gefördert. Der von der britischen Regierung Anfang 2017 angekündigte Austritt aus der Europäischen Atomgemeinschaft EURATOM verunsicherte die Forscher. Erhofft wurde eine weitere Beteiligung an EURATOM, entweder als Drittstaat wie die USA oder als assoziiertes Mitglied wie die Schweiz, sowie eine Verlängerung des Vertrags zwischen EURATOM und dem Culham Centre for Fusion Energy (CCFE) über das Jahr 2018 hinaus.
Im Dezember 2021 wurden in einem 5-s-Puls 59 Megajoule freigesetzt, etwa 1/3 der eingekoppelten Energie (Q = 0,33). Es war seit 1997 der erste Versuch am JET mit Tritium. Jedoch gab es gravierende Unterschiede zwischen den Testverfahren in den Jahren 1997 und 2021. So hatten die Forscher in der Zwischenzeit unter anderem gelernt, dass das Kohlenstoffbaumaterial der Innenwand, welches im Jahr 1997 verwendet wurde, viel des Brennstoffs verschluckte. Im Jahr 2021 war die Innenwand des JET aus Beryllium und Wolfram. Eine weitere Neuentwicklung war die Messtechnik, um das im Reaktor entstehende Plasma studieren zu können. Die Erkenntnisse aus dem Versuch im Dezember 2021 deckten sich mit den vorausgegangenen theoretischen Annahmen der Physiker. Bei dem Versuch wurde Plasma erzeugt, das eine Temperatur von 150 Millionen Grad hatte. Damit diese Wärme den JET nicht schmelzen ließ, wurde das Plasma mit der Kraft von Magneten weitestgehend freischwebend im Vakuum gehalten.
Am 3. Oktober 2023 gelang die Erzeugung der bislang größten Energiemenge mittels des Fusionsverfahrens: „69 Megajoule Energie gingen aus 0,2 Milligramm Brennstoff hervor. Damit könnten ein Fernseher, ein Wasserkocher und ein Elektroherd mehrere Stunden laufen.“
Im Dezember 2023 wurde der operative Betrieb eingestellt.

## Technische Daten

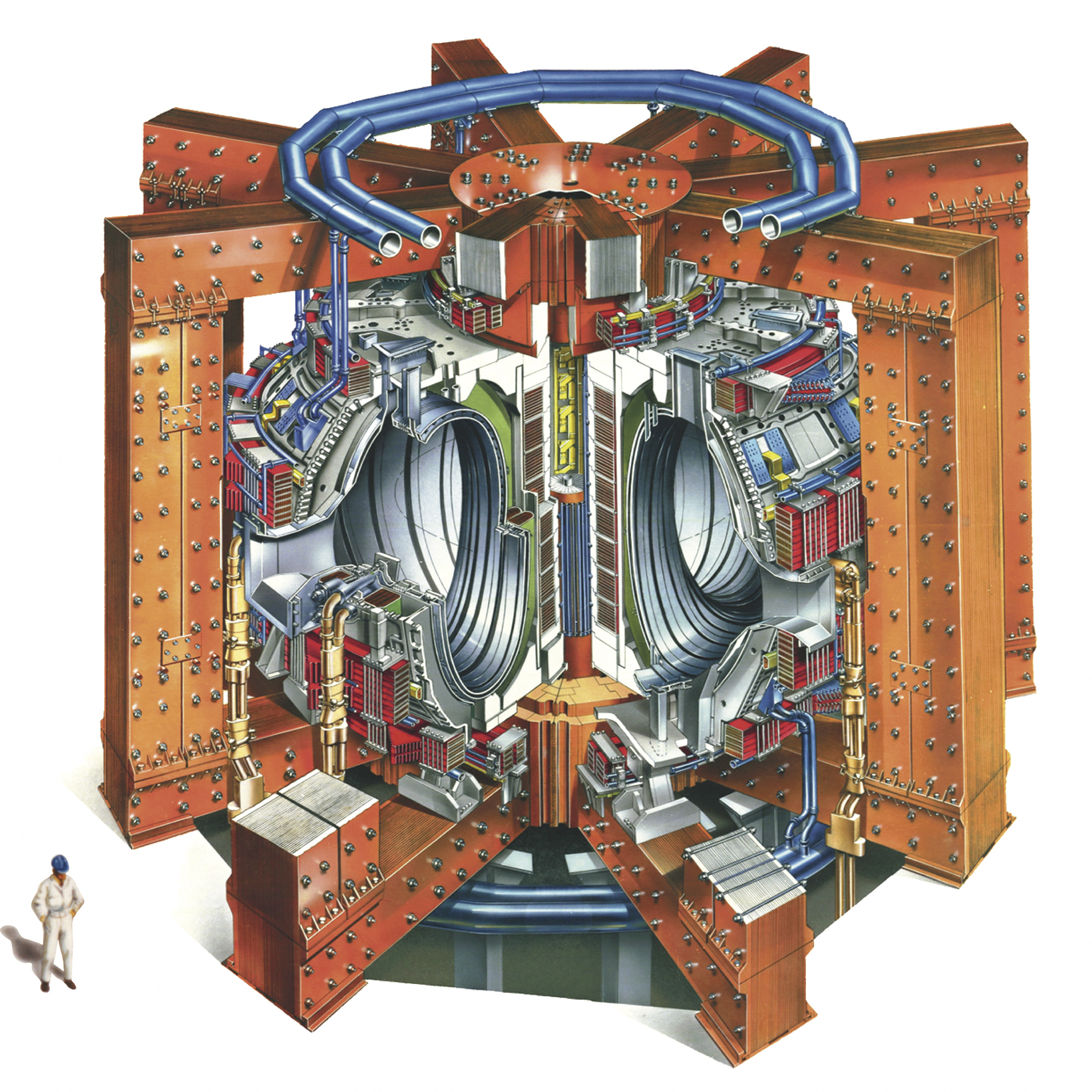
Schnittzeichnung von JET

Der Tokamak hat rund 15 m Durchmesser bei 12 m Höhe. Das ringförmige Vakuumgefäß hat einen D-förmigen Querschnitt von 4,2 m Höhe und 2,5 m Breite, einen äußeren Durchmesser von 8,4 m und ein Volumen von 200 m3. Das darin magnetisch eingeschlossene Plasma hat einen großen Radius (siehe Torus) von 2,96 m, einen mittleren kleinen Radius von 1,5 m, ein Volumen von 80 bis 100 m3 und eine Masse von weniger als einem Zehntel Gramm. Der Eisenkern zur Kopplung des Stroms in der zentralen Spule mit dem Strom im Plasma, bis 5 Megaampere, wiegt dagegen 2800 Tonnen und besteht aus acht rechteckigen Rahmen mit gemeinsamem zentralen Schenkel. 32 D-förmige Spulen erzeugen das bis zu 4 Tesla starke toroidale Magnetfeld für den Einschluss und benötigen während der Brennphase eines Plasmapulses 250 MW elektrische Leistung, weitere 250 MW teilen sich die verschiedenen Einrichtungen zur Erzeugung von Plasmastrom und -temperatur, wobei der Strom hauptsächlich der Stabilisierung des Plasmas dient, aber auch einige Megawatt zur Heizung beiträgt. Größte Heizquelle ist das Neutralteilchen-Injektionssystem (Neutral Beam Injection System) (netto bis 34 MW), gefolgt von der Ionen-Zyklotron-Resonanzheizung (Ion Cyclotron Resonance Heating, 10 MW) und dem Lower Hybride Current Drive (bis 7 MW), der durch Wanderwellen den Strom treibt. Für Fusionen ist die Leistungsaufnahme deutlich höher, insbesondere des Poloidalfeld-Systems, das deshalb von zwei Schwungradspeichern à 775 Tonnen gespeist wird. Die Pulsdauer ist durch die schnelle Erwärmung der Kupferspulen begrenzt und beträgt, abhängig von der gewünschten Feldstärke, 20 bis 60 Sekunden. Die Pausen dauern 15 Minuten, in denen die Wärme über Kühlkreisläufe zu Kühltürmen transportiert wird (4 × 35 MW) und die Schwungradspeicher geladen werden (2 × 8 MW). Die Umwälzpumpen verbrauchen mehr Energie, als durch Kernfusion frei wird.